# São Gonçalo do Piauí
São Gonçalo do Piauí är en kommun i Brasilien.   Den ligger i delstaten Piauí, i den östra delen av landet, 1 200 km nordost om huvudstaden Brasília. Antalet invånare är 4 754.
Omgivningarna runt São Gonçalo do Piauí är huvudsakligen savann. Runt São Gonçalo do Piauí är det ganska glesbefolkat, med 26 invånare per kvadratkilometer.